# Antônio Balhmann
Antônio Balhmann Cardoso Nunes Filho (Russas, 22 de agosto de 1949) é um político brasileiro.

## Carreira
Engenheiro mecânico formado pela UFC nos anos 1970, Antonio Balhmann se destacou no setor comercial e industrial fortalezense. Nos anos 1980, foi Diretor-Superintendente do SEBRAE em Fortaleza, função que lhe deu bastante visibilidade política. Por convite do governador Tasso Jereissati, Antônio Balhmann assumiu a Secretaria de Indústria e Comércio (1988-1991). Em seguida, o governador Ciro Gomes manteve o convite para que Balhmann permanecesse na agora chamada Secretaria de Indústria, Comércio e Turismo (1991-1994).
Nas eleições de 1994, foi eleito deputado federal mais votado do Ceará pelo PSDB, partido do governador eleito Tasso Jereissati. 
Em 1997, filiou-se ao PPS para acompanhar o movimento liderado por Ciro Gomes que seria candidato presidencial em 1998. O parlamentar foi escolhido vice-líder do seu partido até o fim de seu mandato. Nessa legislatura, participou da Comissão Permanente de Constituição e Justiça e de Redação; da Comissão Permanente de Economia, Indústria e Comércio; da Comissão Permanente de Fiscalização Financeira e Controle; e também da Comissão Especial que analisou o Projeto de Emenda Constitucional n. 3/95, relativa aos Serviços de Telecomunicações. Foi também titular da Frente Parlamentar da Micro e Pequena Empresa.
Mesmo sem ser candidato oficial, Balhmann continuou filiando-se aos partidos de Ciro Gomes: PSB após as eleições de 2002, PROS em 2013 e PDT após as eleições de 2014.
Entre 2004 e 2006, ocupou o cargo de Gerente Geral da Unidade de Gerenciamento de Financiamento do Ministério da Integração Nacional. E, a convite do governador Cid Gomes, tornou-se Diretor Presidente da Agência de Desenvolvimento do Estado do Ceará S.A. (2007-2010).
Em 2010, foi novamente eleito deputado federal. Desta vez, pelo PSB - partido do então governador eleito Cid Gomes.
Foi eleito deputado federal em 2014, para a 55.ª legislatura (2015-2019), pelo PROS. Licenciou-se do mandato ainda em 2015 para assumir cargo no governo do Ceará (Assessor para Assuntos Internacionais do Governo do Ceará).
Em sua passagem pela Câmara, chegou a ser escolhido como 3º Vice-presidente da Comissão de Desenvolvimento Econômico, Indústria, Comércio e Serviços - CDEICS em 2015. E foi titular da Comissão Especial sobre o Novo Código Comercial (2012-2015), da Comissão Especial sobre Mineração (2013-2015) e da Comissão Especial sobre Terrenos de Marinha (2013-2015). Em 2013, chegou a ser Presidente da Frente Parlamentar Mista dos Agentes de Abastecimento do Pequeno e Médio Varejo; além de ter sido Presidente da Frente Parlamentar Mista em defesa da Energia Alternativa (2011) e da Frente Parlamentar Mista da Fruticultura (2011).
Em 2017, Balhmann foi acusado na delação premiada de Wesley Batista, ex-diretor da JBS, de ter intermediado pessoalmente pagamento de propinas com o governo Cid Gomes para o financiamento de campanhas no Estado.
Nas eleições de 2018, voltou a ser candidato a deputado federal pelo PDT. Com menos de 40 mil votos, terminou na 5ª suplência de sua coligação. Apesar da derrota eleitoral, Balhmann ganhou cargo na Assembleia Legislativa do Ceará.